# 特雷莫爾焦湖
46°28′45″N 8°43′13″E / 46.47917°N 8.72028°E

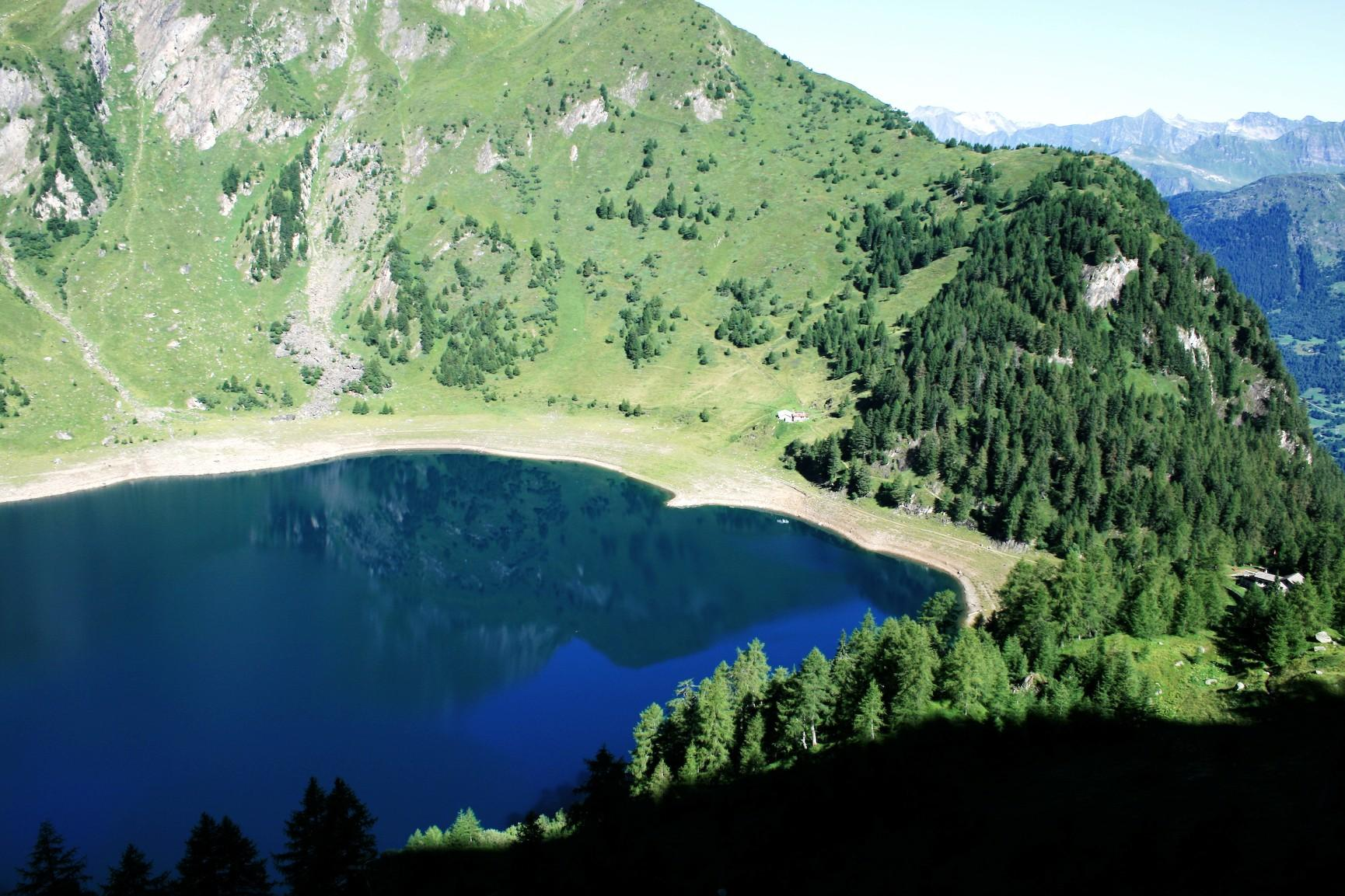

特雷莫爾焦湖（Lago Tremorgio），是瑞士的湖泊，位於該國南部，由提契諾州負責管轄，面積0.4平方公里，海拔高度1,851米，最大水深57米，每年平均降雨量2,204毫米。